# Masisi (Territorium)
Masisi (französisch Territoire de Masisi) ist ein Territorium in der Provinz Nord-Kivu im Osten der Demokratischen Republik Kongo.

## Geographie
Masisi hat eine Fläche von 4734 km². Im Südosten grenzt es an den Kiwusee. Nachbarterritorien bzw. Städte sind im Westen Walikale, im Nordosten Rutshuru, im Südosten Nyiragongo und die Stadt Goma sowie im Süden Kalehe in der Provinz Sud-Kivu. Innerhalb Masisis liegt die gleichnamige Stadt Masisi und am Nordwestufer des Kiwusees die Stadt Sake. Der Osten von Masisi liegt im Nationalpark Virunga.
Die wichtigsten Flüsse, die durch Masisi verlaufen, sind der Luholu, Luashi, Mbiti, Mweso und Osso.

## Bevölkerung
Die Bevölkerung in Masisi setzt sich aus Hutu (50 %), Bahunde (20 %), Tutsi (10 %), Batembo (10 %), Bakumu (5 %) und Twa (5 %) zusammen. Es wird vor allem Swahili (56 %) gesprochen sowie darüber hinaus Hunde (20 %), Kinyarwanda (15 %), Nande (2 %) und im Süden Tembo (2 %).

## Geschichte
Bis 1954 war das Territorium Walikale ein Teil des Masisi-Territoriums. Am 4. Januar 2025 wurde die Hauptstadt Masisi von der Rebellengruppierung M23 eingenommen.

## Verkehr
Am Ufer des Kiwusees entlang verläuft die Fernstraße N2.

## Wirtschaft
Die wichtigsten Wirtschaftszweige sind Landwirtschaft und Bergbau. In größerem Umfang werden Tee, Kaffee und Chinarinde angebaut. Masisi ist zudem reich an Mineralen wie Coltan, Turmalin und Kassiterit. Die größten Abbaustätten befinden sich in Rubaya und Ngungu.

## Galerie

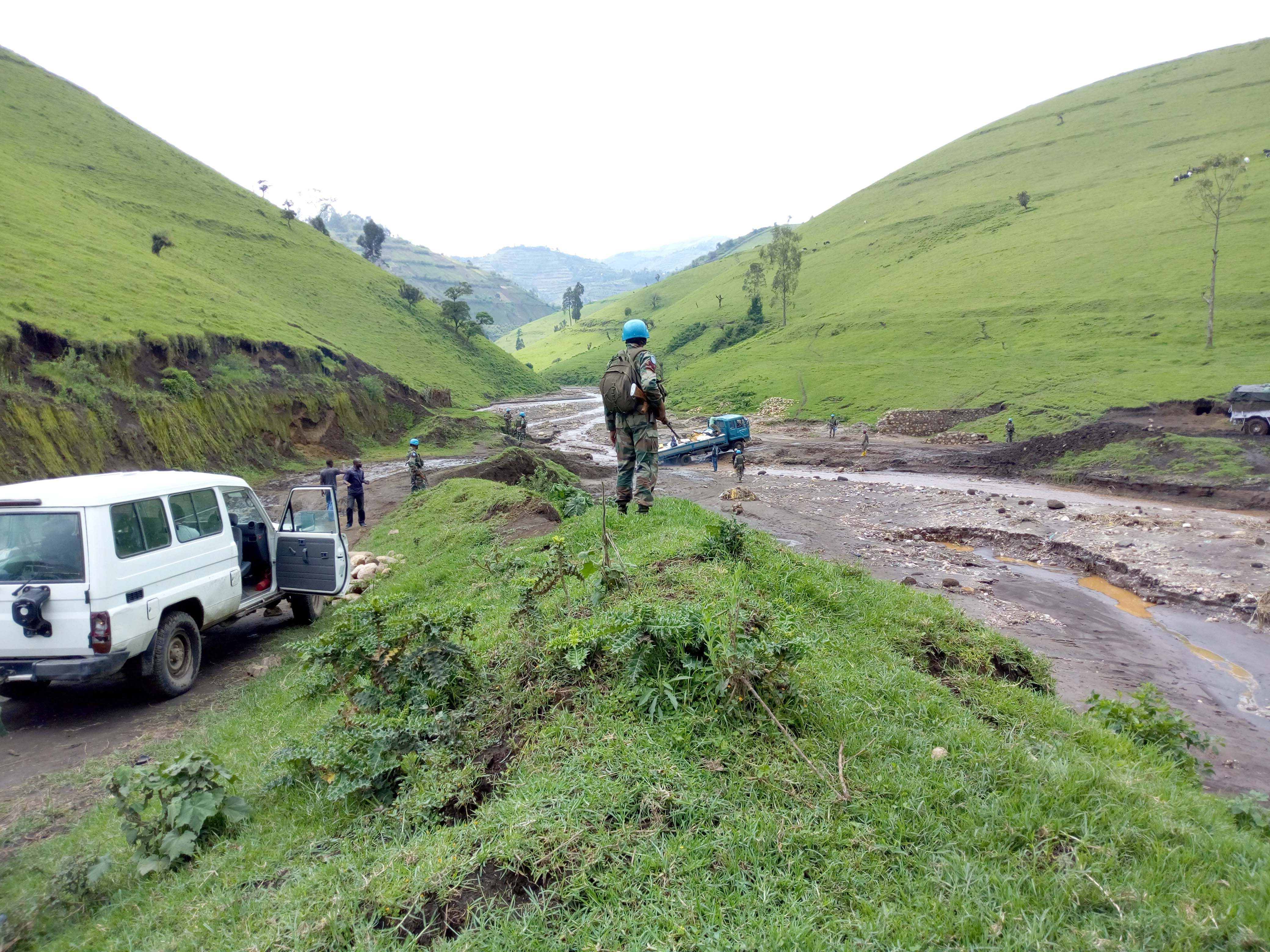
Straße zwischen Rubaya und Masisi (2018)
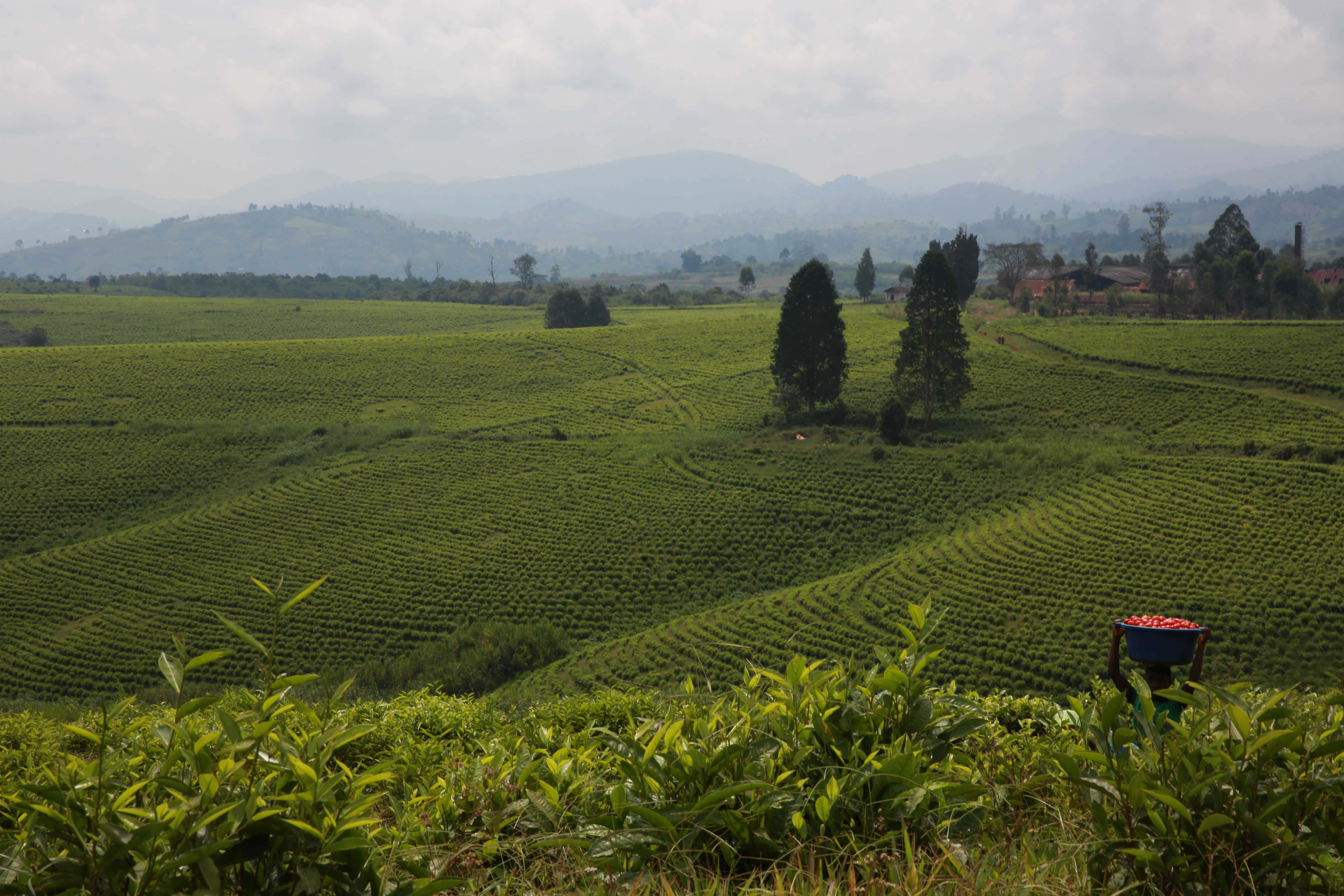
Teeplantagen
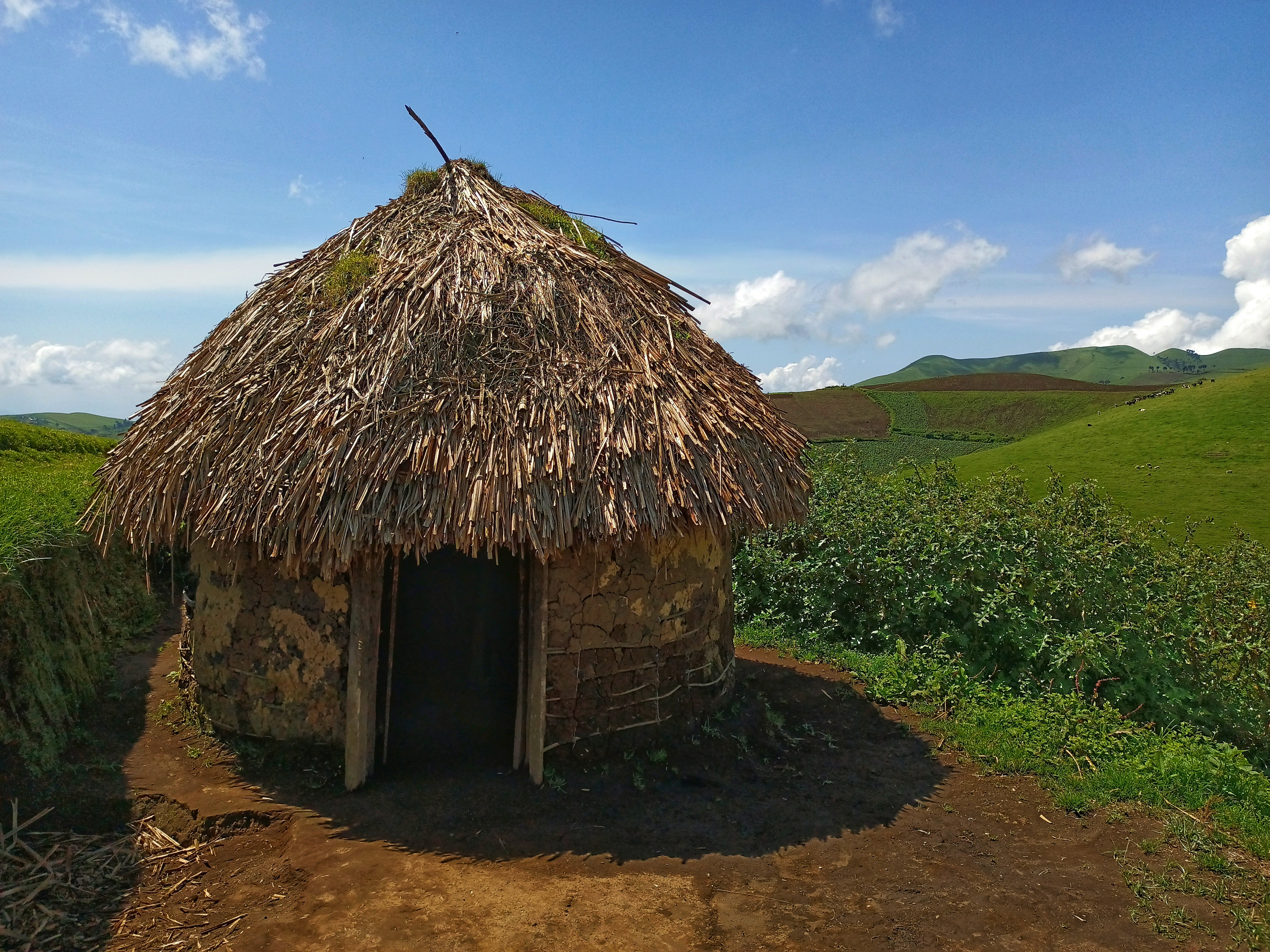
Hütte eines Kuhhirten
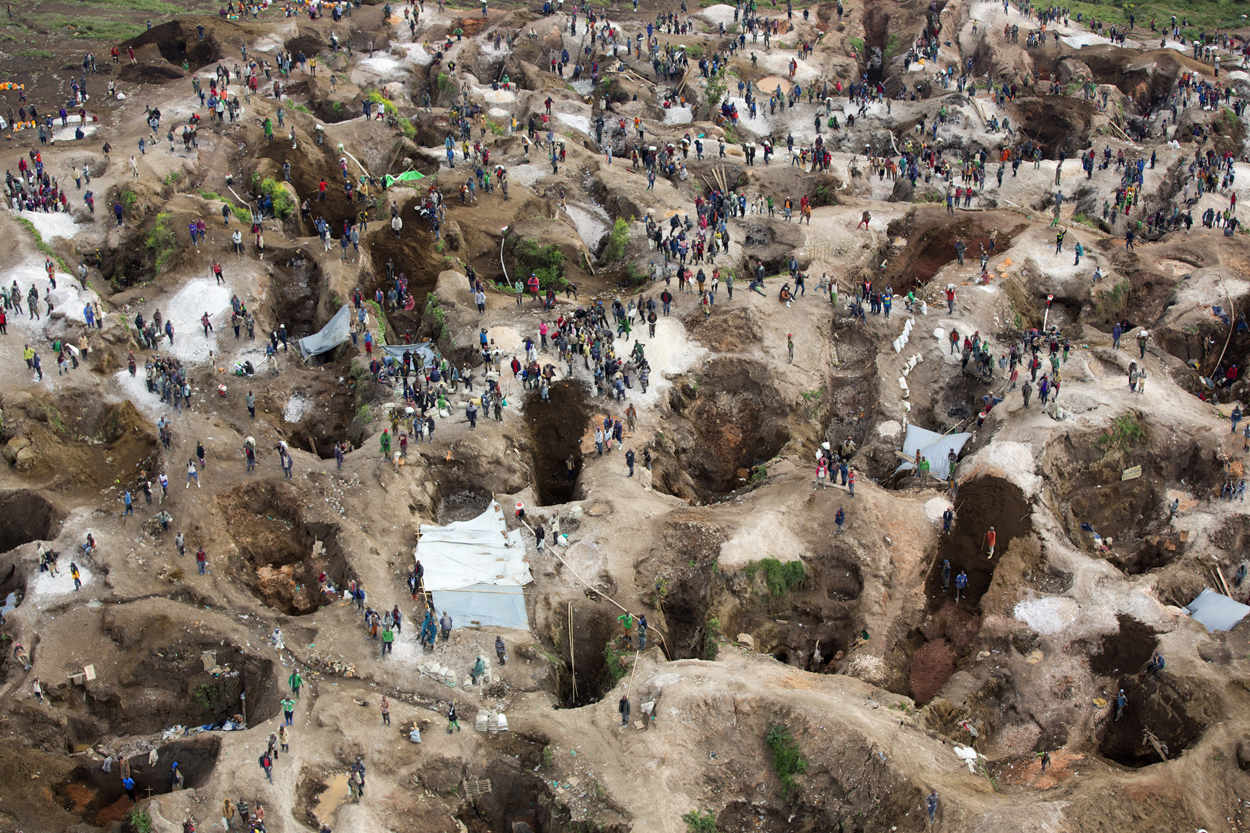
Coltanabbaustätte bei Rubaya (2014)
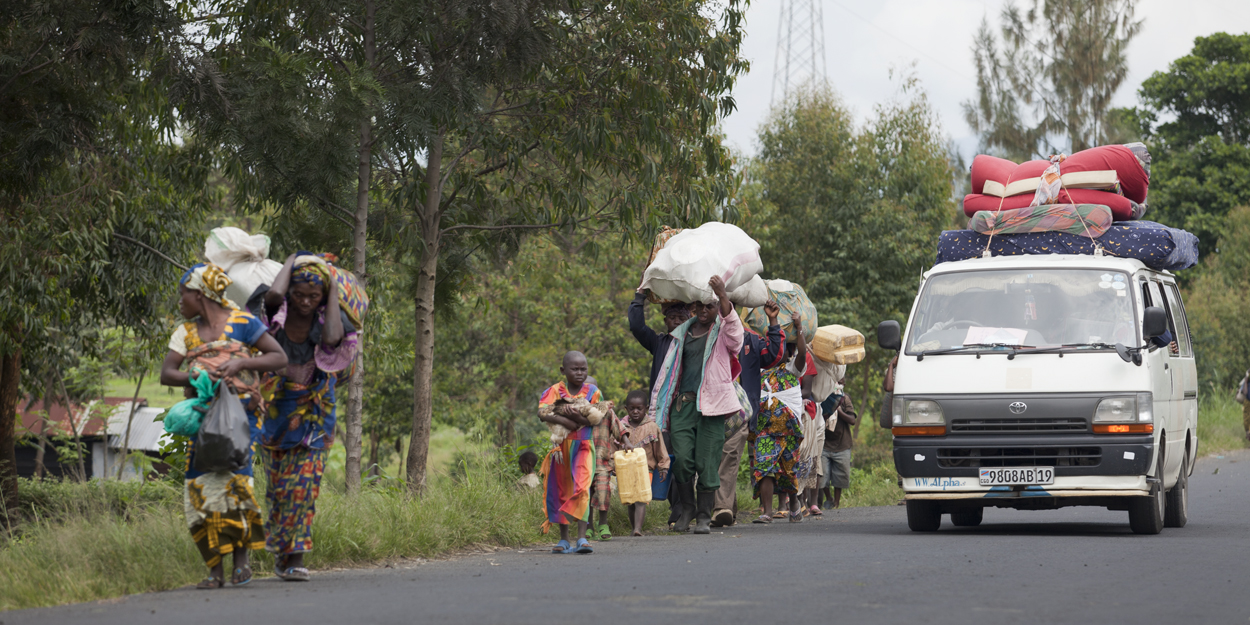
Vor Kämpfen zwischen den FARDC und Rebellen Flüchtende im April 2012